# Зоїл (філософ)
Зоїл (дав.-гр. Ζωίλος; 400 до н. е. , Амфіполіс, Македонія та Фракіяd  — 320 до н. е. , Хіос ) — оратор, грецький філософ (кінік), літературний критик IV—III століть до н. е., родом з Амфіполя, що у Фракії, звідки й один з його епітетів: «фракійський раб». З часу римських поетів століття Августа, Зоїл — загальне ім'я критика заздрісного, в'їдливого і дріб'язкового.

## Характер і зовнішність
Цікаві відомості збереглися у римського письменника I—II століть Клавдія Еліана:
|   | Зоїл з Амфіполя, який писав проти Гомера, Платона та інших, був учнем Полікрата, а сам Полікрат написав звинувачувальний твір проти Сократа. Зоїла називали «риторичним псом». А виглядав у нього був ось який: мав відпущену бороду, наголо стриг голову і носив до колін гіматій. Про людей відгукувався тільки погано, умів ставати для багатьох ненависним і був страшенно уїдливий. Якось один із філософів запитав його, чому він усім говорить прикрі речі, і почув відповідь: «Бо я не можу, як мені того хочеться, зробити їм зло». |
| — | |

## Зоїл— критик Гомера
За насмішки і знущання над Гомером Зоїл був прозваний «Бичем Гомера» (Όμηρομάσιξ); називали його також «собакою красномовства». Наскільки можна судити за вцілілими, досить численними, його критичними зауваженнями, за назвами його творів і суджень про нього Лонгіна і Порфирія, стародавніх знавців літератури, Зоїл належав до числа софістів допитливих, дотепних, але які дуже мало розуміються на поезії і зовсім не враховують, оцінюючи давні поетичні твори, світогляду і смаків суспільства, для якого твору ці спочатку й призначалися.
В гніві на ахеян Аполлон метає свої смертоносні стріли спочатку в мулів і собак (Іл. I, 50); на думку Зоїла — це непристойний наговір на божество, «бо чим завинили перед ним мули і собаки»? При звістці про смерть Патрокла, Ахілл віддається безмірній скорботі і обливається слізьми (Іл. XVIII, 22-35); слідом за Платоном Зоїл повторює, що смерть не слід вважати злом, що сльози і розпач — доля жінок; «навіть Гекуба, при вигляді тягнутого за колісницею тіла Гектора, не виявляє такої несамовитості, якою Гомер наділяє тут свого героя».
У зображенні Пріама, який випрошує в Ахілла останки сина, Зоїл знаходив кілька невідповідностей: Гермес не проводжав Пріама до Ахіллового шатра, троянський старець запасся раніше пропуском від Ахілла. Пріам і Ахілл не могли говорити так, як вони говорять у Гомера; але безглуздіше всього втручання в справу Аполлона, з метою зберегти нетлінним труп Гектора (XXIV, 470 сл.).
Про Діомеда поет повідомляє, що Афіна «полум'я йому від щита та шолома запалила незгасне» (V, 4). «Це верх безглуздя, — вигукує Зоїл — Що ж станеться з героєм? Він повинен негайно перетворитися на попіл». Ці й подібні приклади Зоїлової критики Гомера не більш дивні, ніж багато зауважень Платона проти царя поетів; в тому ж напрямку критикували гомерівські поеми Арістотель і граматики александрійські, попередником яких був Зоїл.
Від інших критиків того ж роду він відрізнявся, ймовірно, лише більшою наполегливістю в пошуку всіляких недоліків у Іліаді й Одіссеї. Пліній Старший дві книги своєї «Природної історії» склав за Зоїлом; Лонгін вважав вельми дотепним вираз Зоїла: «ті поросята» про супутників Одіссея, перетворених Цирцеєю на свиней. Викривачі Гомера з'являються в літературі вже з VII століття до н. е.; але вони виступали в інтересах моралі та релігійного спіритуалізму, а Зоїл — викривач Гомера в ім'я здорового глузду.

## Образ Зоїла в літературі
Ім'я «Зоїл», як загальне ім'я для позначення недоброзичливого і дошкульного критика, набуло поширення в російській літературі XIX століття. Наприклад, широко відома епіграма Федора Тютчева «Нехай від заздрості серця зоїлів ниють…». У Пушкіна згадується в поемі «Руслан і Людмила». У повісті «Панночка-селянка»: «Агломан зносив критику так само нетерпляче, як і наші журналісти. Він скаженів і прозвав свого зоїла ведмедем провінціялом». Присутній Зоїл також у відомій епіграмі Пушкіна:

Охотник до журнальной драки, 

Сей усыпительный зоил 

Разводит опиум чернил 

Слюною бешеной собаки. 
1824

Образ Зоїла також присутній і в Г. Р. Державіна в оді «Феліца»:
Что будто самым крокодилам,

Твоих всех милостей зоилам,

Всегда склоняешься простить.

У театральній рецензії І. А. Крилова "Примітка на комедію «Сміх і горе» (1793 рік) є такі рядки: Якби лайка безграмотних зоїлів визначала падіння творів, то, анітрохи не вагаючись, поставив я мого автора поряд з двома або трьома дріб'язковими волокітами Пегаса, яких імені не згадую тільки для того, щоб не зруйнувати спокійною невідомості, котрою ці добродушні люди насолоджуються в нагороду за свою авторську невтомність. Але мене не упереджує ні те, ні інше: зоїли не були задоволені Расіновою Федрою, лаяли Мольєрового Тартюфа і Мізантропа…
Пізніше, у XX столітті, Акутаґава Рюноске використовував ім'я «Зоїл» у фантастичному оповіданні «Мензура Зоїлі». У ньому був описаний однойменний прилад для вимірювання художньої цінності творів.

У пісні радянського барда Юлія Кіма «Про чарівну силу мистецтва» є рядки:
|  | ...Щоб суто покарати нікчемного зоїла, В залізо руки закувати — щоб хули не клав.Оригінальний текст (рос.) ...Дабы сугубо наказать презренного зоила, В желе́зы руки заковать — дабы хулы не клал. |